# Гожан (Франция)
Гожа́н (фр. Gaujan) — коммуна во Франции, находится в регионе Юг — Пиренеи. Департамент — Жер. Входит в состав кантона Ломбес. Округ коммуны — Ош.
Код INSEE коммуны — 32141.

## География

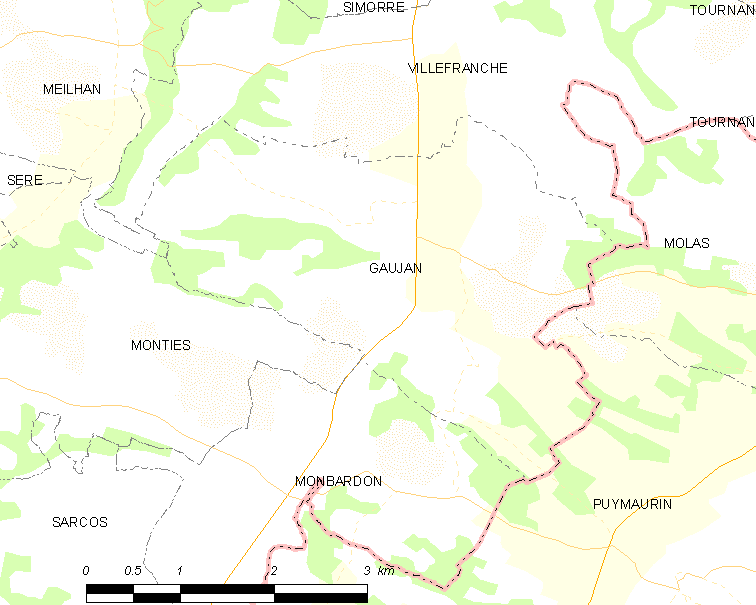
Карта коммуны

Коммуна расположена приблизительно в 620 км к югу от Парижа, в 65 км западнее Тулузы, в 29 км к юго-восточнее от Оша.
По территории коммуны протекает река Жимон.

## Климат
Климат умеренно-океанический. Лето жаркое и немного дождливое, температура часто превышает 35 °С. Зимой часто бывает отрицательная температура и ночные заморозки. Годовое количество осадков — 700—900 мм.

## Население
Население коммуны на 2010 год составляло 105 человек.
| 1962 | 1968 | 1975 | 1982 | 1990 | 1999 | 2010 |
| ---- | ---- | ---- | ---- | ---- | ---- | ---- |
| 183  | 178  | 138  | 124  | 131  | 107  | 105  |

## Администрация
| Период | Период | Фамилия       | Партия | Примечания |
| ------ | ------ | ------------- | ------ | ---------- |
| 2001   | 2014   | Пьер Малле    |        |            |
| 2014   | 2020   | Ноэль Планкар |        |            |

## Экономика
В 2010 году среди 72 человек трудоспособного возраста (15-64 лет) 51 были экономически активными, 21 — неактивными (показатель активности — 70,8 %, в 1999 году было 67,2 %). Из 51 активных жителей работали 44 человека (24 мужчины и 20 женщин), безработных было 7 (3 мужчин и 4 женщины). Среди 21 неактивных 2 человека были учениками или студентами, 6 — пенсионерами, 13 были неактивными по другим причинам.